# Толоконский, Виктор Александрович
Ви́ктор Алекса́ндрович Толоко́нский (род. 27 мая 1953, Новосибирск, РСФСР, СССР) — российский государственный деятель. Глава администрации Новосибирска с 5 октября 1993 по март 1996. Мэр Новосибирска с марта 1996 по январь 2000. Губернатор Новосибирской области с 14 января 2000 по 9 сентября 2010. Член Совета Федерации Федерального собрания Российской Федерации с 16 февраля 2000 по 21 ноября 2001. Полномочный представитель президента Российской Федерации в Сибирском федеральном округе с 9 сентября 2010 по 12 мая 2014. Губернатор Красноярского края с 26 сентября 2014 по 29 сентября 2017 (временно исполняющий обязанности губернатора Красноярского края с 12 мая по 26 сентября 2014). Главный советник главы Новосибирска с 24 ноября 2017 по 4 июня 2018. Советник губернатора Новосибирской области с 22 июля 2020.

## Биография
В 1974 году с отличием окончил Новосибирский институт народного хозяйства по специальности «экономист».
В 1978 году окончил аспирантуру Новосибирского государственного университета.
В 1978—1981 годах преподавал политическую экономию в Новосибирском государственном университете, Новосибирском институте народного хозяйства.
С 1981 по 1991 год работал в органах власти Новосибирской области в должностях от начальника отдела областной плановой комиссии до заместителя начальника главного планово-экономического управления.
В 1978—1991 годах — член КПСС.
В 1991—1993 годах — заместитель председателя Новосибирского горисполкома.
В 1994 году был избран председателем городского собрания Новосибирска.
В 1994—1995 годах — президент Ассоциации сибирских и дальневосточных городов.
В марте 1996 года избран мэром Новосибирска.
С мая 1997 года — член Совета по местному самоуправлению в Российской Федерации.
С ноября 1998 года — член Совета по местному самоуправлению при Президенте Российской Федерации.
В январе 2000 года, во втором туре выборов, избран губернатором Новосибирской области.
До ноября 2001 года — член Совета Федерации Федерального собрания РФ по должности, сложил с себя полномочия в соответствии с новым федеральным законом «О порядке формирования Совета Федерации Федерального собрания РФ».
Был вице-президентом Союза российских городов.
С 27 сентября 2002 по 24 мая 2003, с 27 мая по 1 декабря 2008 и с 10 ноября 2015 по 6 апреля 2016 — член президиума Государственного совета Российской Федерации.
В декабре 2003 года уже в первом туре был повторно избран губернатором Новосибирской области, получив 57,57 % голосов избирателей.
11 октября 2005 года вступил в ряды партии «Единая Россия».
В июле 2007 года полномочия губернатора Новосибирской области были продлены ещё на пять лет, после утверждения областным Советом депутатов кандидатуры Толоконского В. А., предложенной Президентом Российской Федерации В. В. Путиным.
9 сентября 2010 года указами Президента Российской Федерации Дмитрия Медведева принята отставка губернатора Новосибирской области и Виктор Толоконский назначен на должность полномочного представителя президента в Сибирском федеральном округе, а временно исполнять обязанности губернатора назначен его первый заместитель — Василий Алексеевич Юрченко, который и был в дальнейшем утвержден на этом посту. С 2010 по 2014 входил в состав Совета безопасности РФ.

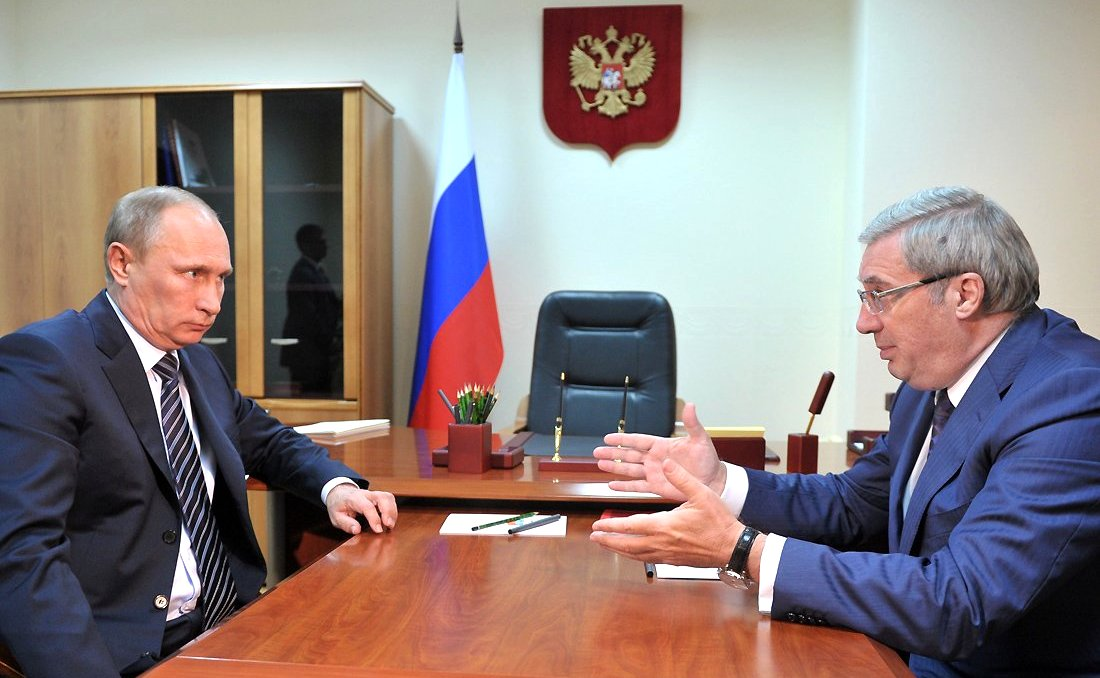
С Президентом России Владимиром Путиным. 2013 год

12 мая 2014 года Толоконский был назначен исполняющим обязанности губернатора Красноярского края. 14 сентября Толоконский победил на выборах губернатора, набрав 63,28 % голосов. 29 сентября 2017 года указом президента РФ полномочия прекращены «по собственному желанию».
С 3 ноября 2017 по 19 мая 2018 года — советник Высшей школы государственного управления филиала Российской академии народного хозяйства и государственной службы при Президенте РФ в Новосибирске.
С 24 ноября 2017 по 4 июня 2018 года — главный советник мэра Новосибирска Анатолия Локтя.
14 мая 2018 года Виктора Толоконского рекомендовали в состав совета директоров компании «Российские железные дороги». Соответствующее распоряжение подписал председатель правительства РФ Дмитрий Медведев. Но затем фамилию Толоконского отозвали из кандидатов в совет директоров «РЖД».
В феврале 2020 года Виктор Толоконский заявил, что ему поступило предложение от партии «Родина» принять участие в предстоящих выборах. Об этом у него состоялся разговор с лидером «Родины», депутатом Госдумы Алексеем Журавлевым во время его недавнего пребывания в Новосибирске.
22 июля 2020 года назначен советником губернатора Новосибирской области.

## Награды
- Награждён орденами «За заслуги перед Отечеством» IV степени[26], Александра Невского[27], Почёта, Дружбы, Преподобного Сергия Радонежского I степени, медалью «За заслуги в проведении Всероссийской переписи населения» и золотым почётным знаком «Общественное признание»[13].
- Лауреат национальной премии «Лучшие губернаторы России».
- В 2010 году награждён Почётной грамотой Президента Российской Федерации за активное участие в подготовке и проведении заседаний Государственного совета Российской Федерации[28].
- Памятный знак «За труд на благо города» (Новосибирск, 2013)[29].

## Классный чин
- Действительный государственный советник Российской Федерации 1-го класса (5 мая 2011 года)[30]

## Семья
Мать, Нина Владимировна (1927—2018), закончила Новосибирский медицинский институт, работала врачом-лаборантом в областной санэпидемстанции. Отец, Александр Яковлевич (1924—1987), много лет проработал в облпотребсоюзе, позднее — начальником управления торговли Новосибирского горисполкома. Участник Великой Отечественной войны.
Женат, имеет двоих детей.
Наталья Петровна Толоконская — доктор медицинских наук, работает профессором в Красноярском краевом перинатальном центре. С 9 февраля 2016 по 25 июля 2017 года — телеведущая программы «Школа Натальи Толоконской» на краевом телеканале «Енисей».
Сын Алексей — начальник управления физической культуры и спорта мэрии Новосибирска в 2017—2023 годах, с июня 2023 года — генеральный директор футбольного клуба «Новосибирск».
Дочь Елена — заведующая отделением областной клинической больницы, зять Юрий Иосифович Бравве — главный врач ГБУЗ НСО «Городская клиническая больница № 1». 13 июня 2017 года открыла частную клинику семейной медицины «Аврора» в Новосибирске.
Внук Александр Толоконский окончил юридический факультет СФУ и работал с августа по ноябрь 2017 года заместителем генерального менеджера хоккейного клуба «Сокол».